# Eduardo Agramonte Piña
Eduardo Agramonte Piña (Camagüey, 14 de octubre de 1841-San José del Chorrillo, 8 de marzo de 1872) fue un militar y político cubano, destacado por su labor y participación en la Guerra de los Diez Años.

## Biografía
Eduardo Agramonte Piña nació en la entonces ciudad de Puerto Príncipe (actual Camagüey), el 14 de octubre de 1841 en una familia criolla acaudalada, hijo de José María Agramontey  Agüero y de María de la Concepción Piña y Porro, y hermano del músico Emilio Agramonte y Piña.
Estudió medicina y se graduó de cirujano.
Primo de Ignacio Agramonte, compartía con este todas sus ideas independentistas y junto con él se alzó en Las Clavellinas, siendo uno de los primeros en derramar su sangre en los llanos de Camagüey, al ser herido seis días después del levantamiento.
Fue diputado por el Comité del Centro a la Asamblea de Guáimaro, proclamándose arduamente por la abolición de la esclavitud. Fue nombrado por Carlos Manuel de Céspedes como Secretario del Interior, además de llegar a ocupar el cargo provisional de la Secretaría de Estado de la República en Armas.
Eduardo Agramonte Piña fue además coronel del Ejército Libertador y comandó la Brigada Sur, que fue reconocida como la más combativa y organizada de todo el ejército. Es estando ocupando su puesto al frente de la misma que cae combatiendo durante un enfrentamiento contra el batallón español de San Quintín, mientras cubría la retaguardia en San José del Chorrillo, el 8 de marzo de 1872, sin haber cumplido los 31 años de edad.
Actualmente, uno de los principales hospitales de Camagüey lleva su nombre.